# Where Them Girls At
Where Them Girls At ist ein Lied des französischen DJs David Guetta in einer Zusammenarbeit mit dem US-amerikanischen Rapper Flo Rida und der Rapperin Nicki Minaj. Am 2. Mai 2011 wurde das Lied als erste Single von Guettas fünftem Album Nothing but the Beat veröffentlicht.

## Hintergrund
In einem Interview mit MTV News im März 2011 erklärte Guetta, dass zwei Lieder aus seinem fünften Album für die Veröffentlichung als erste Single zur Auswahl stünden: Little Bad Girl mit Taio Cruz und Ludacris sowie Where Them Girls At. Bereits vor der Veröffentlichung gelangte eine A-cappella-Version des Liedes ins Internet. Dadurch veröffentlichte Guetta das Lied früher als geplant und ohne Promotion als Single. Flo Rida beteiligte sich durch den großen Erfolg von Club Can’t Handle Me erneut mit Guetta auf seinem Lied Where Them Girls At. Nicki Minaj wurde von Guetta eine Anfrage gestellt und sie beteiligte sich für den Rap des Liedes, nachdem sie eine Demoversion des Liedes gehört hatte. Ein Musikvideo, das eine „positive Botschaft“ enthält, wurde im Mai 2011 in Los Angeles, Kalifornien, gedreht.

## Kommerzieller Erfolg

### Chartplatzierungen
Where Them Girls At debütierte in den Top 10 in Neuseeland und in den Top 20 in Irland und den Niederlanden. In den britischen Charts debütierte der Titel auf Platz drei sowie in der Schweiz und Österreich. In den Vereinigten Staaten hat das Lied in der ersten Woche über 160,000 Einheiten verkauft und debütierte dadurch auf Platz 14 der Billboard Hot 100.
| ChartsChartplatzierungen       | Höchstplatzierung | Wochen |
| ------------------------------ | ----------------- | ------ |
| Deutschland (GfK)              | 5 (31 Wo.)        | 31     |
| Frankreich (SNEP)              | 4 (35 Wo.)        | 35     |
| Österreich (Ö3)                | 3 (31 Wo.)        | 31     |
| Schweiz (IFPI)                 | 3 (20 Wo.)        | 20     |
| Vereinigte Staaten (Billboard) | 14 (20 Wo.)       | 20     |
| Vereinigtes Königreich (OCC)   | 3 (26 Wo.)        | 26     |

| ChartsJahrescharts (2011)      | Platzierung |
| ------------------------------ | ----------- |
| Deutschland (GfK)              | 41          |
| Frankreich (SNEP)              | 30          |
| Österreich (Ö3)                | 24          |
| Schweiz (IFPI)                 | 41          |
| Vereinigte Staaten (Billboard) | 88          |
| Vereinigtes Königreich (OCC)   | 32          |

### Auszeichnungen für Musikverkäufe
| Land/Region                  | Auszeichnungen für Musikverkäufe (Land/Region, Auszeichnung, Verkäufe) | Verkäufe  |
| ---------------------------- | ---------------------------------------------------------------------- | --------- |
| Australien (ARIA)            | 2× Platin                                                              | 140.000   |
| Belgien (BRMA)               | Gold                                                                   | 15.000    |
| Deutschland (BVMI)           | 3× Gold                                                                | 450.000   |
| Frankreich (SNEP)            | —                                                                      | 116.500   |
| Italien (FIMI)               | Platin                                                                 | 30.000    |
| Mexiko (AMPROFON)            | Gold                                                                   | 30.000    |
| Neuseeland (RMNZ)            | 2× Platin                                                              | 60.000    |
| Österreich (IFPI)            | Gold                                                                   | 15.000    |
| Schweden (IFPI)              | Gold                                                                   | 20.000    |
| Schweiz (IFPI)               | Platin                                                                 | 30.000    |
| Spanien (Promusicae)         | Gold                                                                   | 20.000    |
| Vereinigte Staaten (RIAA)    | Platin                                                                 | 1.600.000 |
| Vereinigtes Königreich (BPI) | 2× Platin                                                              | 1.200.000 |
| Insgesamt                    | 6× Gold · 9× Platin ·                                                  | 3.726.500 |

| Land/Region     | Auszeichnungen für Musikverkäufe (Land/Region, Auszeichnung, Verkäufe) | Verkäufe |
| --------------- | ---------------------------------------------------------------------- | -------- |
| Dänemark (IFPI) | Platin                                                                 | 900.000  |
| Insgesamt       | 1× Platin ·                                                            | 900.000  |